# Henderson County, North Carolina
Henderson County är ett administrativt område i delstaten North Carolina, USA, med 106 740 invånare. Den administrativa huvudorten (county seat) är Hendersonville.

## Geografi
Enligt United States Census Bureau har countyt en total area på 971 km². 968 km² av den arean är land och 3 km² är vatten.

### Angränsande countyn
- Buncombe County - nord
- Haywood County - nordväst
- Rutherford County - nordost
- Polk County - öst
- Greenville County, South Carolina - syd
- Transylvania County - väster

### Orter
- Etowah
- Hendersonville (huvudort)